# Provincia constitucional de Quito
La Provincia de Quito fue una entidad administrativa y territorial de la Monarquía Española durante los períodos constitucionales de 1812 a 1814 y de 1820 a 1822, que fue finalmente anexada a Colombia como Distrito del Sur.

## Creación
De los territorios sudamericanos, la enumeración de las provincias de la Monarquía española contenida en la Constitución de 1812 sólo mencionó a la Nueva Granada, por lo que parecía que Quito, a pesar de las incesantes protestas por la separación del reino de aquel virreinato, se mantendría como parte de la Provincia de la Nueva Granada, bajo la autoridad de un mismo Jefe Político Superior y una Diputación Provincial. Sin embargo, a propuesta de varios diputados americanos, las Cortes de Cádiz decidieron mediante real orden del 23 de mayo de 1812, segregar de la Nueva Granada los territorios del Presidencia y Real Audiencia de Quito. La Provincia era política, judicial y administrativamente independiente de la Nueva Granada y estaba subordinada directamente al gobierno de Cádiz y posteriormente de Madrid.

## Territorio
El Reino de Quito se componía de varios territorios de diversa jurisdicción (militar, judicial, administrativa, eclesiástica) que correspondían aproximadamente con la Presidencia y Real Audiencia de Quito según la real cédula de 1563. No obstante, a inicios del siglo XIX la Corona había realizado una serie de ajustes jurisdiccionales que habían disminuido su tamaño. Por esto, hacia 1812 la Provincia de Quito se componía de la Gobernación de Quito, la Gobernación de Popayán y la Intendencia de Cuenca, previa efectiva separación del Virreinato del Perú, al que había sido unido desde 1810 por voluntad propia ante la resolución del virrey Abascal.
La Gobernación de Guayaquil había sido reincorporada al Perú en 1803 y esta decisión fue reconfirmada en 1806. Por este motivo, la gobernación, escogió a José Joaquín de Olmedo como su diputado a las Cortes de Cádiz por el Perú. Durante el período constitucional, la gobernación pasó a denominarse Partido de Guayaquil, y participó como una dependencia de la Diputación Provincial del Perú, escogiendo autoridades asimismo. Este territorio sería reincorporado a Quito en 1819, por lo cual debía participar del régimen constitucional del Trienio liberal como parte de la Diputación Provincial de Quito, pero declaró su independencia de la monarquía española. 
Por su parte, la Comandancia General de Maynas había sido separada plenamente de Quito desde 1803, no sin que esta decisión encendiera el secular conflicto limítrofe entre el Perú y el Ecuador. Es posible que allí también se realizaran elecciones constitucionales y se establecieran ayuntamientos, como parte de la Diputación Provincial del Perú.

## Autoridades
La Provincia tendría representación a tres niveles. En lo local, se elegirían autoridades para los ayuntamientos constitucionales en la extensión de su territorio; una Diputación Provincial de siete miembros, también elegida popularmente; y Diputados a Cortes que podrían cambiar en su número dependiendo de la población habilitada para recibir representación. La Jefatura y la Diputación Provincial tenían su sede en la ciudad de Quito.

## Primera época (1812-1814)
Entre 1812 y 1813, el Jefe Político Superior Toribio Montes realizó el censo y preparó las elecciones en la Provincia. La Diputación Provincial de Quito estaba integrada por un total de siete diputados y tres suplentes. Estos fueron: Calixto Miranda (Partido de Quito), José Félix Valdivieso (Partido de Cuenca), Joaquín Anda (Partido de Latacunga), José Mariano Egües (Partido de Ambato), Tomás Velasco (Partido de Riobamba), José Miguel Carrión (Partido de Loja) y José Reyes (Partido de Otavalo). Fueron sus suplentes José Camacho (Partido de Riobamba), Fernando Burbano (Partido de Pasto) y José Manuel Reyes (Partido de Ambato).
Para Cortes, la Provincia eligió siete representantes propietarios y dos suplentes. Ellos fueron Francisco Rodríguez Soto, José María Landa y Ramírez, Mariano Guillermo Valdivieso, José Salvador, José María Lequerica y José de Larrea y Jijón. Fueron suplentes Matías Arista y Gabriel Álvarez.

## Segunda época (1820-1822)
En agosto de 1820, como consecuencia del restablecimiento de la Constitución de 1812, resucitó la Provincia Quito. Juan de la Cruz Mouorgeon y Achet había sido nombrado Presidente de la Real Audiencia de Quito y posteriormente Virrey de la Nueva Granada, cargos que desempeñaría desde territorios quiteños sin poder ejercer desde Bogotá. En el trayecto hacia Atacames hacia Quito enfermó y falleció en la capital sin poder cumplir cabalmente su rol como Jefe político superior, restablecer la constitución, y convocar a elecciones. En su lugar, el presidente interino Aymerich lo hizo, pero la Provincia de Quito no contó con representación ni elecciones de Guayaquil, partido restablecido en 1819, o Cuenca. A la luz del expansionismo colombiano y rioplatense y la incertidumbre generada por el golpe de Estado de Rafael Riego y el restablecimiento de la Constitución durante el Trienio liberal, ambas se declararon independientes como Provincia Libre de Guayaquil y Provincia Libre de Cuenca respectivamente. Aunque, los territorios comprendidos en la Gobernación de Quito y Gobernación de Popayán llevaron adelante el restablecimiento de ayuntamientos constitucionales y se realizó el censo de la Provincia para la erección de la Diputación Provincial, no se eligieron diputados a Cortes por la guerra y la victoriosa ocupación colombiana.